# Podatek solidarnościowy
Podatek solidarnościowy – podatek przybierający różne formy, najczęściej jednorazowego lub okresowego obciążenia, wprowadzany w obliczu szczególnych okoliczności.
Podatek solidarnościowy został wprowadzony m.in. w Niemczech (niem. Solidaritätszuschlag) po zjednoczeniu (obowiązywał od 1991, w 2013 w wysokości 5,5 proc. i dotyczy zarówno dochodów osób fizycznych, jak i prawnych) oraz np. w Grecji w obliczu kryzysu gospodarczego (w 2010 od 1% do 4% dochodu; z podatku tego zwolnione były dochody do 12 000 euro).
W Polsce wprowadzenie podatku solidarnościowego proponował np. Grzegorz Kołodko w obliczu powodzi w 2010, czy Ruch Palikota opowiadający się za opodatkowaniem podczas kryzysu „właścicieli największych fortun”. 
W 2019 roku w Polsce wprowadzono daninę solidarnościową, nazywaną nieformalnie także trzecim progiem podatkowym. To zobowiązanie dotyczy osób fizycznych, których łączny dochód w danym roku podatkowym przekracza milion złotych. Stawka daniny solidarnościowej stanowi 4%  podstawy jej obliczenia. Zebrane środki trafiają do Solidarnościowego Funduszu Wsparcia Osób Niepełnosprawnych.